# Diplorhynchus bilobus
Diplorhynchus bilobus är en svampart som beskrevs av G. Arnaud 1952. Diplorhynchus bilobus ingår i släktet Diplorhynchus, divisionen sporsäcksvampar och riket svampar.   Inga underarter finns listade i Catalogue of Life.